# Lomelosia brachiata
Lomelosia brachiata är en tvåhjärtbladig växtart som först beskrevs av James Edward Smith, och fick sitt nu gällande namn av W. Greuter och Burdet. Lomelosia brachiata ingår i släktet Lomelosia och familjen Dipsacaceae. Inga underarter finns listade i Catalogue of Life.